# Neswatkowe
Neswatkowe (ukr. Несваткове; pol. Neswatkowa) – wieś na Ukrainie, w obwodzie kirowohradzkim, w rejonie ołeksandriwskim. W 2001 roku liczyła 807 mieszkańców.